# 12501 Nord
12501 Nord è un asteroide della fascia principale. Scoperto nel 1998, presenta un'orbita caratterizzata da un semiasse maggiore pari a 2,3301160 UA e da un'eccentricità di 0,1978349, inclinata di 0,77199° rispetto all'eclittica.